# Egesina ochraceovittata
Egesina ochraceovittata là một loài bọ cánh cứng trong họ Cerambycidae.